# Raimondo Borsellino
Raimondo Borsellino (Cattolica Eraclea, 27 aprile 1905 – Agrigento, 26 dicembre 1998) è stato un chirurgo e politico italiano.

## Biografia e carriera medica
Nacque a Cattolica Eraclea il 27 aprile 1905, figlio di Giovanni Borsellino, medico anche lui, e Francesca Vaccarino, casalinga. Laureatosi in medicina presso l'Università degli Studi di Palermo, si formò presso l'ospedale di Venezia frequentando le divisioni chirurgiche dirette da Davide Giordano, eccelso chirurgo ed umanista. Recatosi a Roma, si specializzò in chirurgia con il professore nonché senatore Roberto Alessandri, chirurgo dell'Università di Roma. A soli 29 anni divenne primario dell'ospedale di Sulmona. Appena trentunenne, rientrò a Sciacca nel 1936 per desiderio del padre, ricoprendo l'incarico di primario presso l'ospedale di Sciacca, rivelando con ciò di preferire la sua terra a sedi sicuramente più prestigiose.
Le condizioni di degrado della struttura ospedaliera non gli impedirono però di praticare con successo i suoi interventi, divenendo pioniere della chirurgia nella provincia. Le sue qualità di chirurgo si rivelavano nella capacità di operare anche su un tavolo da cucina, con ferri sterili che portava sempre con sé. Si trovano anche articoli di vecchi giornali che narrano di “175 atti operatori compiuti dal chirurgo di Cattolica Eraclea in un sol giorno” anche se non si sa se le cifre delle vecchie cronache siano attendibili. Fu grande soprattutto nella chirurgia d'urgenza nella quale intese ridurre all'essenziale i tempi operatori. A seguito del bombardamento anglo-americano dell'aeroporto militare di Sciacca, i feriti furono talmente numerosi che Borsellino rimase in ospedale per più di tre giorni. Per tale motivo ricevette l'incarico di dirigere anche l'ospedale di Agrigento. In quel tempo ci fu l'attentato al vescovo di Agrigento Monsignor Giovanni Battista Peruzzo che egli prontamente soccorse, operandolo al polmone, intervento per quei tempi non ancora praticato in nessun ospedale siciliano.

## Carriera politica
La popolarità raggiunta grazie ai suoi meriti in ambito chirurgico lo portò ad essere eletto con un consenso inaspettato alle elezioni per la Costituente nel 1946 e poi in seguito confermato alle successive elezioni al Parlamento per due volte nel 1951 e nel 1955 nelle file della Democrazia Cristiana. Fu anche sindaco del suo paese natale, Cattolica Eraclea, dal 1953 al 1957. Tuttavia non amò la vita parlamentare e a Roma preferiva andare al Policlinico Umberto I per assistere a nuove operazioni recandosi alla camera solo per votare rivelandosi, quindi, più un medico che un politico. Fu proprio nel 1948, in occasione di un suo ritorno a Montecitorio, che si trovò nel pieno dell'attentato ai danni di Palmiro Togliatti, segretario del PCI, ferito gravemente da Antonio Pallante. Come medico lo soccorse con prontezza consigliando a Nilde Iotti e Massimo Caprara che il paziente fosse immediatamente condotto al Policlinico dove aveva lasciato il professore Pietro Valdoni in sala operatoria, contribuendo indirettamente a salvargli la vita.

## Legge Borsellino
Durante il suo mandato parlamentare, spinto dalla consapevolezza delle dolorose sofferenze dell'ammalato operato in anestesia locale o addormentato con l'etere solforico, fu relatore della legge istitutiva dei servizi di anestesia e rianimazione negli ospedali italiani, divenuta nota come "Legge Borsellino". Infatti, in assenza di regole certe, ogni divisione o reparto chirurgico incaricava uno dei propri assistenti di effettuare l'anestesia, senza che questi avessero la preparazione necessaria per farlo. Il prof. Raimondo Borsellino, primario della divisione di Chirurgia Generale dell'Ospedale San Giovanni di Dio di Agrigento e deputato al Parlamento Nazionale, profondo conoscitore delle problematiche che quotidianamente si presentano nelle sale operatorie, si fece promotore della legge che dava dignità ai medici anestesisti e sicurezza ai pazienti che affidavano le loro più importanti funzioni vitali proprio a questa figura altamente professionale.

## Morte
Operò fino all'età di ottant'anni. Morì a novantatré anni in una stanzetta della clinica Madonna della Divina Grazia ad Agrigento, così chiamata come l'ospedale di San Giovanni Rotondo che, in qualità di figlio spirituale e medico di Padre Pio, con grande generosità economica contribuì a costruire.